# Wuzhou
Wuzhou (chiń. 梧州; pinyin Wúzhōu) – miasto o statusie prefektury miejskiej w południowych Chinach, w regionie autonomicznym Kuangsi, port nad rzeką Xi Jiang. W 2010 roku liczba mieszkańców miasta wynosiła 859 815.  Prefektura miejska w 1999 roku liczyła 2 820 977 mieszkańców. Ośrodek przemysłu chemicznego, drzewnego, spożywczego, stoczniowego i nowoczesnych technologii. Miasto posiada własny port lotniczy.

## Katastrofa
21 marca 2022 samolot Boeing 737-89P rozbił się w górzystych regionach w Hrabstwie Teng, 26,4 kilometrów od centrum miasta. Zginęły wszystkie 132 osoby.